# 라펌
라펌(LaPerm)은 미국 고양이 품종 중 하나이다. 털이 곱슬곱슬하며 일반적으로 매우 다정다감한 성격을 가지고 있으며 자연적인 돌연변이로 인하여 발생한 품종이다.

## 역사
라펌은 1980년대 초반에 해충 방제를 위해 사육된 고양이의 자발적인 돌연변이로 나타났다. 이 품종 개발자는 오리건주 더 댈리스의 린다와 리처드 콜(Richard Koehl)로, 그의 고양이 스피디(Speedy)는 컬리(Curly)라는 이름의 새끼 고양이를 낳았고, 이 새끼 고양이의 후손들인 라펌이 태어났다.

## 특징
라팜의 털은 종마다 긴 것도 있고 짧은 것도 있다. 여러 색을 가지고 있는 라팜의 털은 비단처럼 부드럽고 매끈하며. 물결같이 곱슬 거리는 모양을 하고 있으나 털들이 서로 엉키지 않는 편이라 관리가 쉽고 알레르기도 적다.